# 努瓦爾峰
45°57′1.1″N 7°2′12.3″E / 45.950306°N 7.036750°E

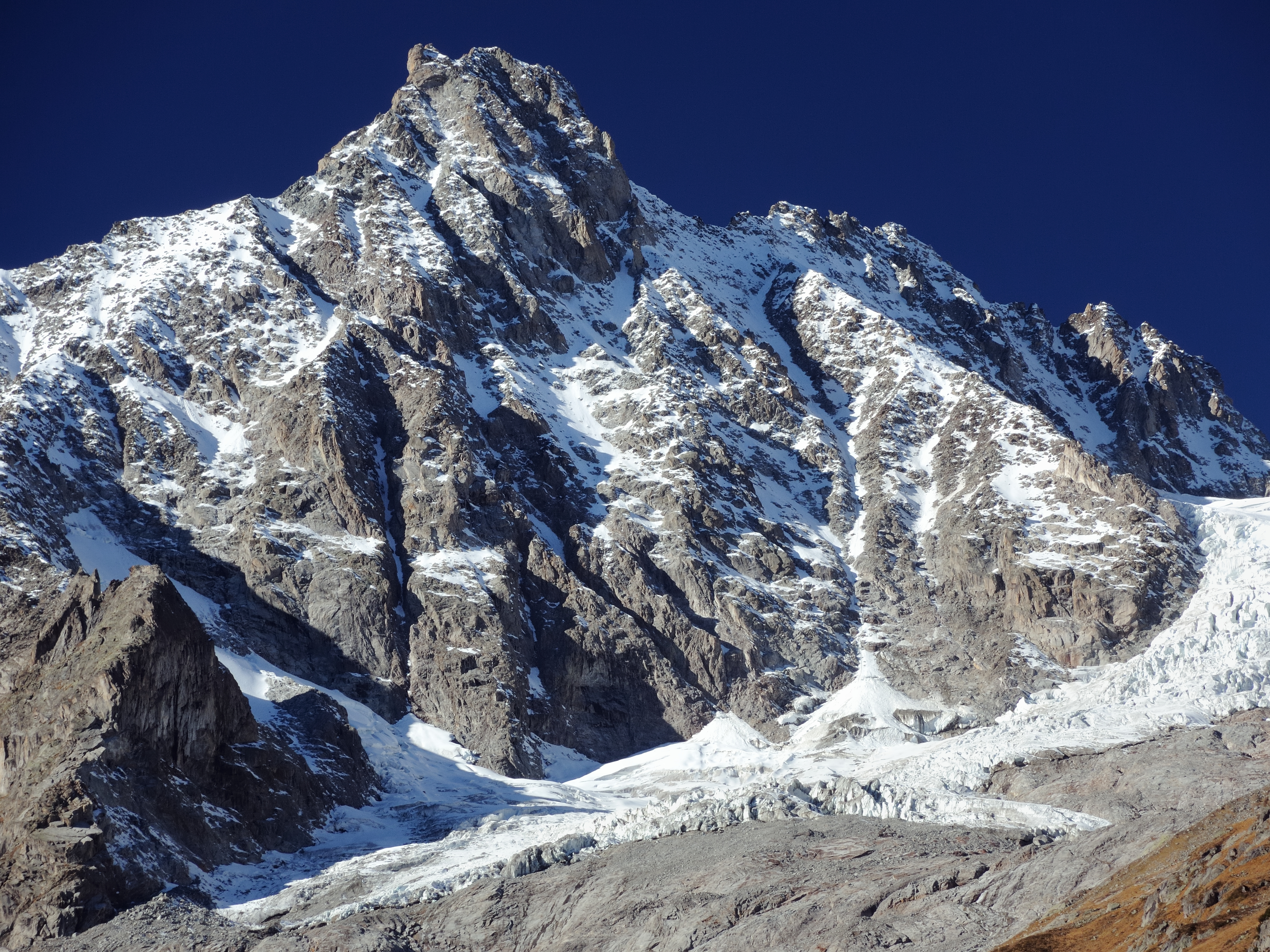

努瓦爾峰（法語：Tour Noir），是西歐的山峰，位於法國和瑞士接壤的邊境，由瓦萊州和上薩瓦省負責管轄，屬於勃朗峰的一部分，距離阿讓蒂耶爾峰1.5公里，海拔高度3,836米。